# Больцано (провінція)
Больцано — Південний Тіроль (італ. Provincia autonoma di Bolzano — Alto Adige; нім. Autonome Provinz Bozen — Südtirol) — автономна провінція в північній Італії, в регіоні Трентіно-Альто-Адідже.
Площа провінції — 7 399,97 км², населення — 513 579 осіб.
Столицею провінції є місто Больцано.

## Історія

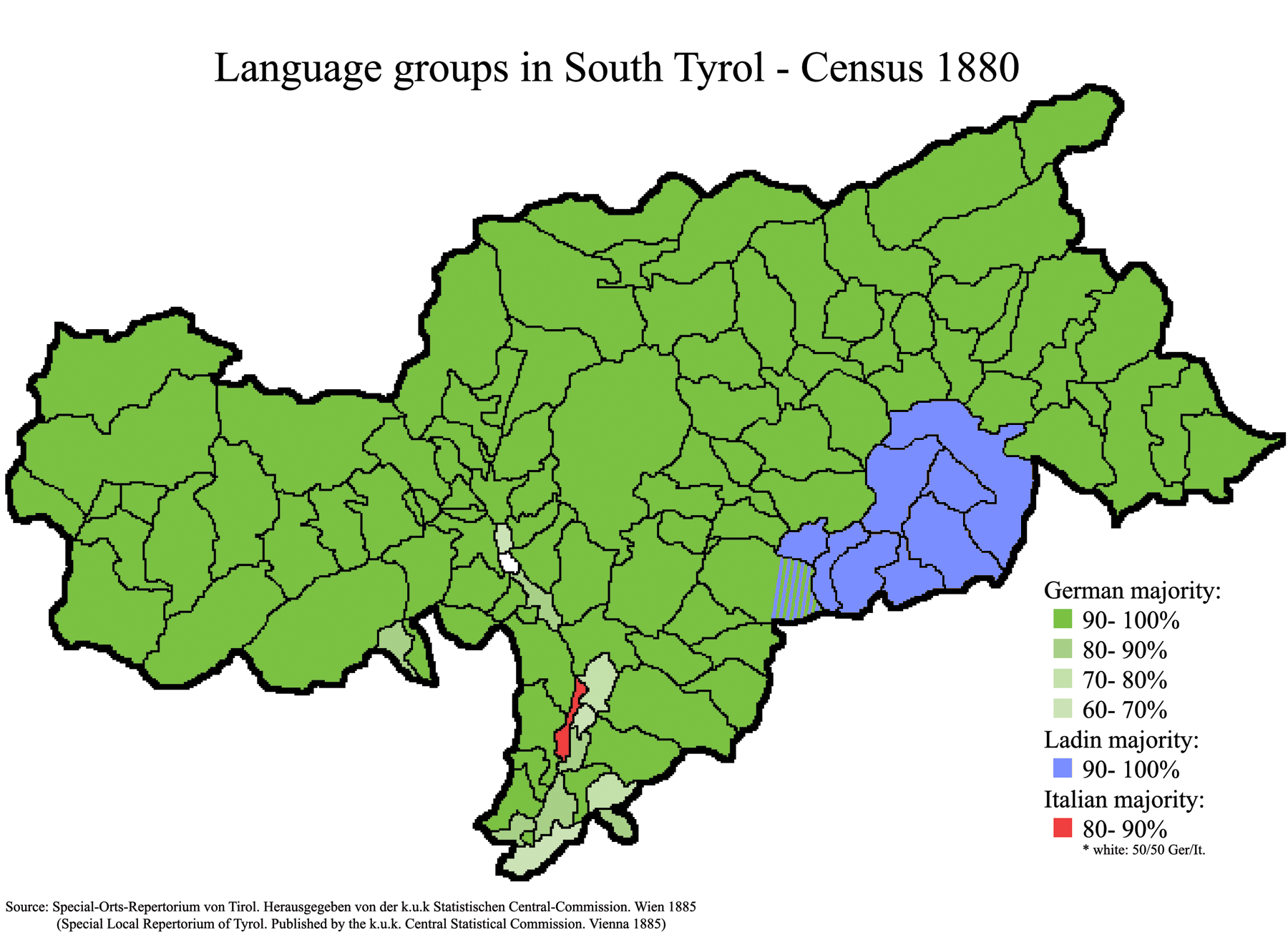
Мовна ситуація у Південному Тіролі, 1888 рік.
Німецька мова
Ладинська мова
Італійська мова

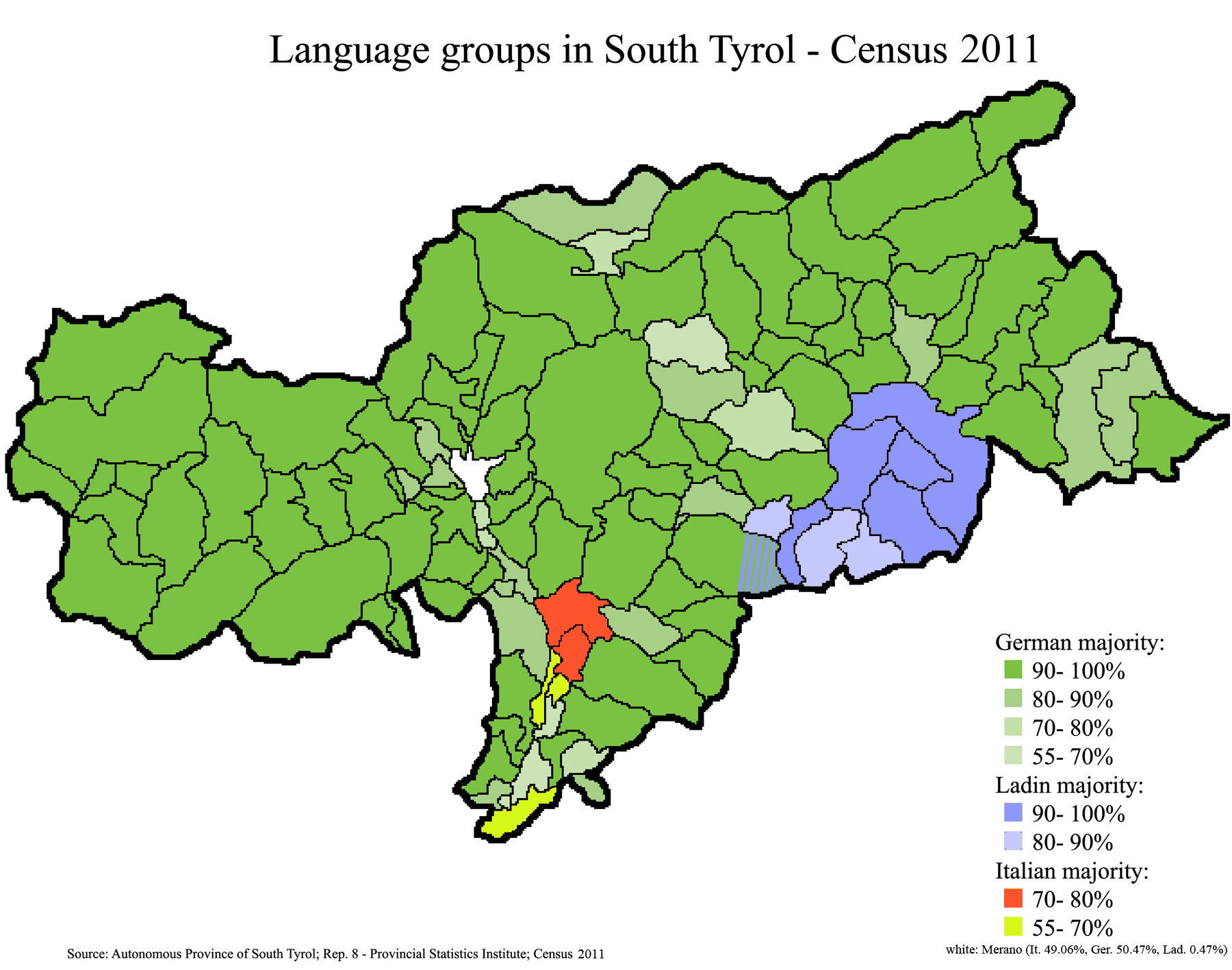
Мовна ситуація у Південному Тіролі, 2011 рік.
Німецька мова
Ладинська мова
Італійська мова

Південний Тіроль як окрема адміністративна одиниця був заснований під час Першої світової війни. Країни Антанти пообіцяли віддати цю землю Італії згідно з Лондонською угодою 1915 року, якщо та вступить у війну на їх боці. У 1919 році після розпаду Австро-Угорщини колишня земля Тіроль була поділена на австрійську північну та італійську південну частини. З того моменту починається історія Південного Тіролю у статусі італійської провінції (дві інші назви Больцано/Боцен та Альто-Адіджі). На той час за результатами перепису німецькомовне населення становило близько 86 %, італійці — 8 % та етнічна група ладинів — 4 %.
З приходом до влади Беніто Муссоліні була запроваджена політика італізації, яка значно погіршила становище місцевого населення: німецька та ладинська мови усувалися зі сфер культури, освіти, судочинства, послуг, засобів масової інформації та заступалася італійською. Одночасно відбувався процес інтенсивного переселення італійських робітників до новоствореної промислової зони в околиці міста Больцано. В результаті такої політики частка італійського населення зросла до 25 %. На їхній стороні була підтримка уряду, кращі освітні та кар'єрні перспективи, економічні можливості. Відтак провінція перетворилася з гомогенної німецькомовної на багатонаціональну з двома великими мовними групами, які перебували у нерівному становищі.
Здавалося б, після Другої світової війни ситуація поліпшиться. Тим паче в рамках Паризької угоди 1947 року німецькому населенню гарантувалися рівні з італійцями права та автономія. Однак умови договору, який отримав міжнародне визнання, не були виконані. Ба більше, через рік був ухвалений автономний статут регіону Трентіно-Альто Адідже, який передбачав об'єднання провінції Больцано з італомовною провінцією Тренто. Відповідно до статуту, більшість автономних повноважень (сільське господарство, розвиток промисловості, туризм, податки та бюджетні дотації) делегувалися регіонові, в якому 2/3 населення становили італійці. Таким чином, південно тірольські німці вилучалися з процесу прийняття рішень.
Таким чином офіційний Рим планував вже «в зародку» викорінити будь-які дії південних тірольців щодо самовизначення. Однак відповіддю стали звинувачення з боку Австрії (яка поскаржилася в ООН) та ігнорування місцевих владних інституцій Народною партією (найбільша партія провінції, представник інтересів німецькомовного населення). Усе це зрештою переросло в акти насильства та збройні сутички. Після тривалих переговорів між Італією, Австрією та місцевими елітами — Народною партією та місцевим осередком християнських демократів — був досягнутий компроміс.
Результатом цих домовленостей став договір 1969 року та прийнятий трьома роками пізніше новий статут автономного регіону. Він передбачав надання політичних та культурних прав тірольським німцям та ладинам з одночасним розширенням автономії провінції Больцано через делегування органам провінції повноважень держави та регіону. Остання редакція статуту датована лютим 2001 року і спрямована на подальше розширення автономії Південного Тиролю та Тренто, повноваження яких на цей момент значно ширші за повноваження автономного регіону. Крім того, новий статут набув статусу конституційного закону.
Після Другої світової війни, німецька мова була відновлена як офіційна поряд з італійською. Однак багато топонімів, перейменовані в роки фашизму, досі мають італійські назви, що викликає протести переважно німецькомовного населення регіону.

## Географія
Провінція межує на півночі і на сході з Австрією (Тиролю і Зальцбургом), на заході з Швейцарією (кантон Граубюнден), на південному сході з регіоном Венето (провінцією Беллуно), на півдні з провінцією Тренто і на південному заході з регіоном Ломбардія (провінцією Сондріо).

## Основні муніципалітети
Найбільші за кількістю мешканців муніципалітети (ISTAT, 31/12/2007):
| Ном. | Муніципалітет                  | Населення (осіб) | Площа (км²) | Густота (ab/км²) | Висота (м.н.р.м.) |
| ---- | ------------------------------ | ---------------- | ----------- | ---------------- | ----------------- |
| 1    | Больцано                       | 100.629          | 52,34       | 1923             | 262               |
| 2    | Мерано                         | 36.811           | 26          | 1416             | 325               |
| 3    | Брессаноне                     | 20.073           | 84,86       | 237              | 560               |
| 4    | Лаівес                         | 16.430           | 24          | 685              | 258               |
| 5    | Бруніко                        | 14.876           | 45          | 331              | 838               |
| 6    | Апп'яно-сулла-Страда-дель-Віно | 13.758           | 59,7        | 230              | 416               |
| 7    | Лана                           | 10.912           | 36          | 303              | 310               |
| 8°   | Калдаро-сулла-Страда-дель-Віно | 7.513            | 47          | 160              | 425               |
| 9°   | Ренон                          | 7.358            | 111         | 66               | 1000              |
| 10   | Сарентіно                      | 6.794            | 302         | 22               | 900               |

## Галерея

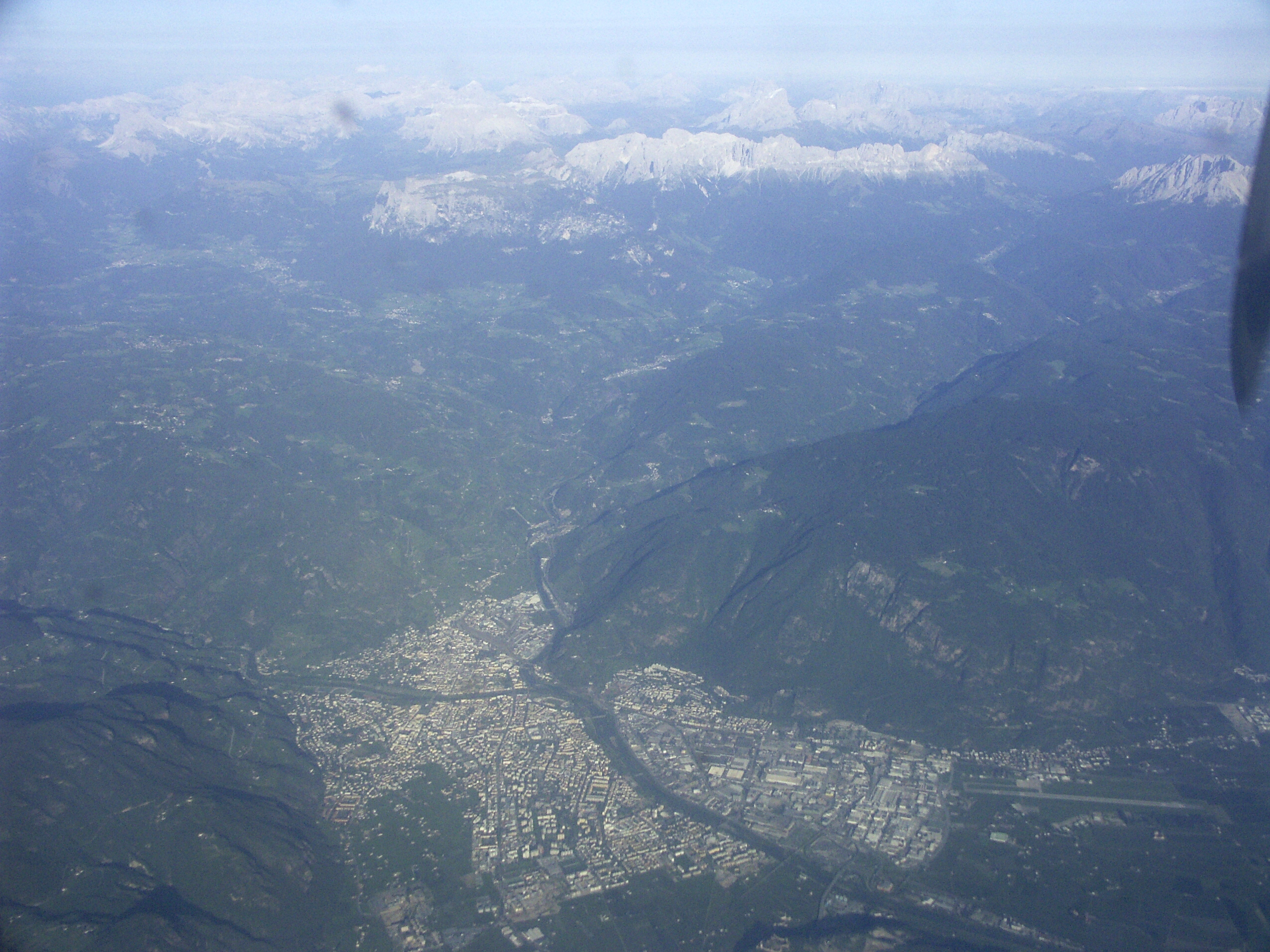
Больцано: вид з повітря на місто зі сходу
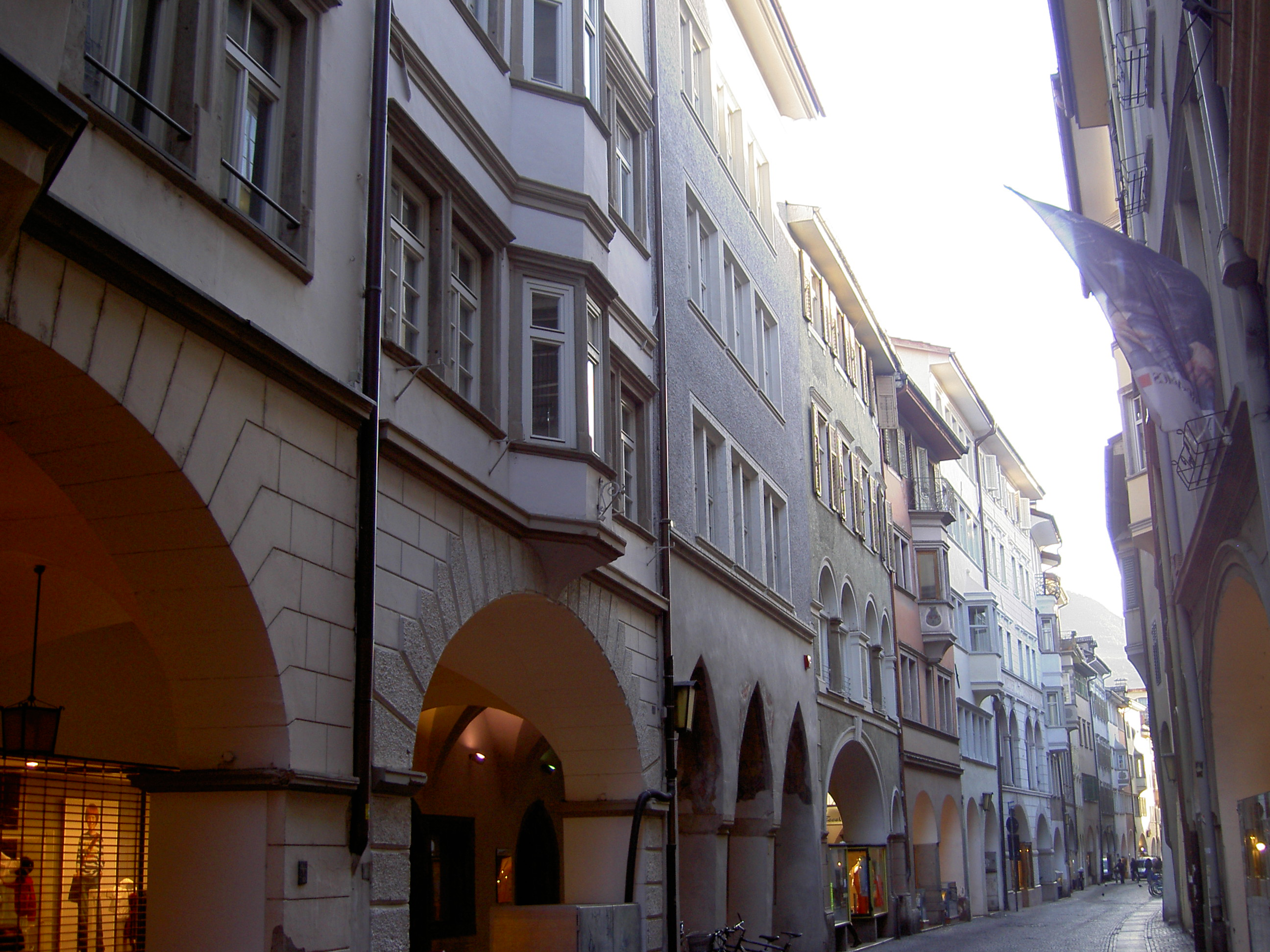
Больцано: Портики
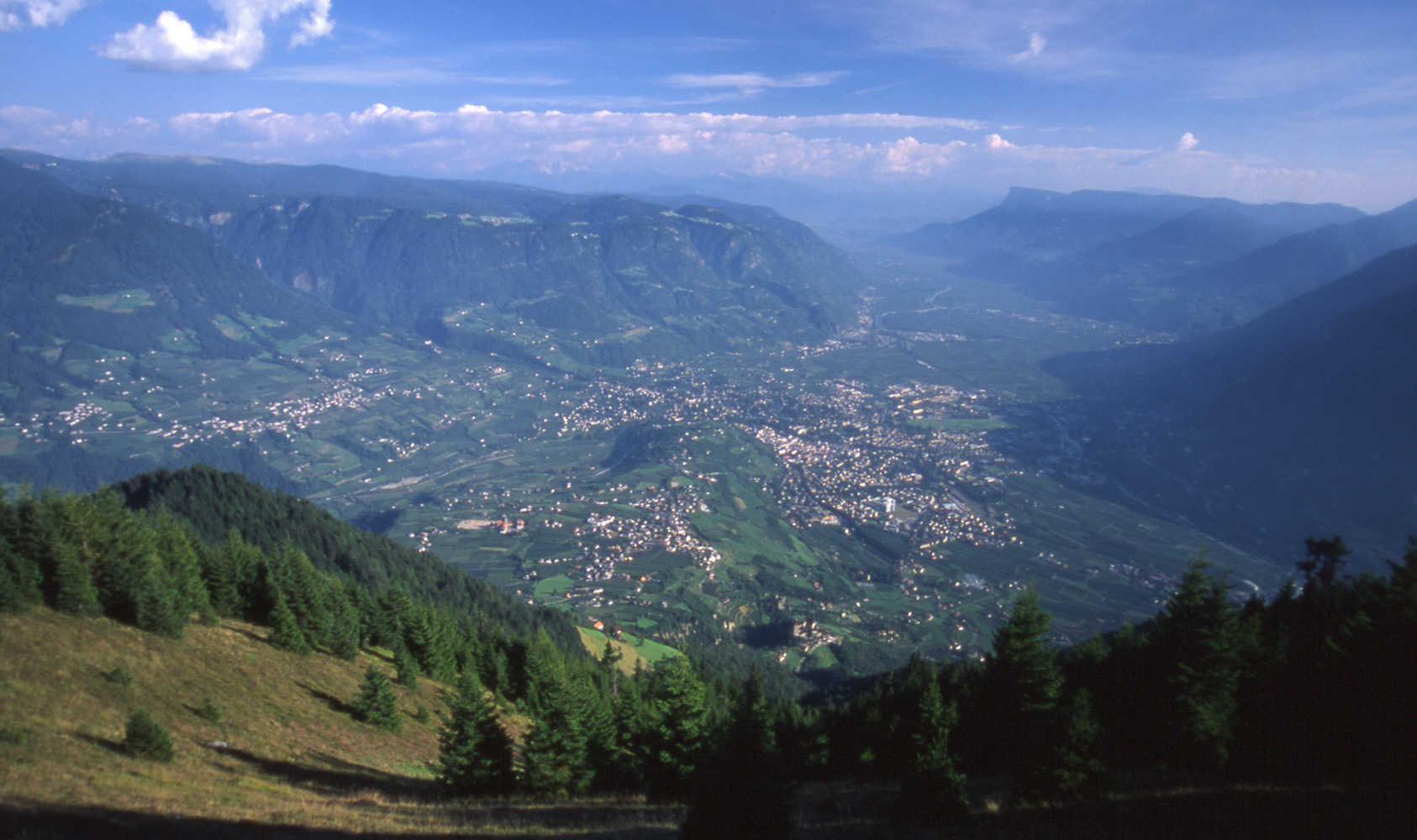
Мерано: вид на місто з гори
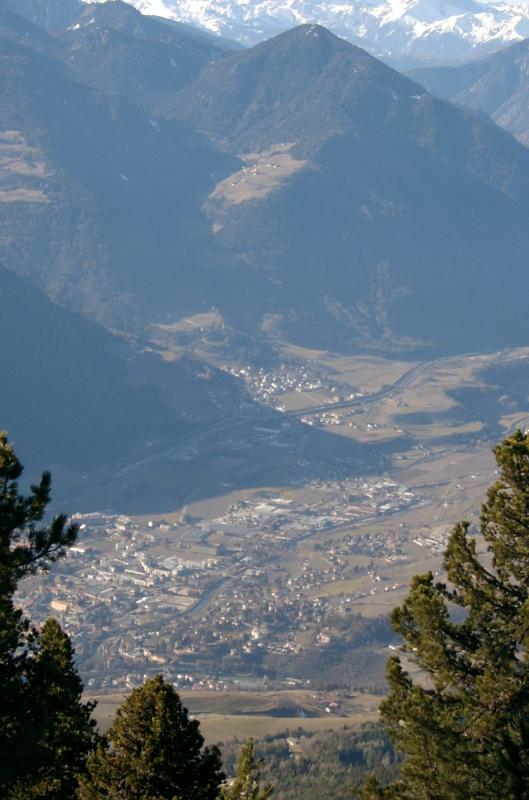
Брессаноне: панорама
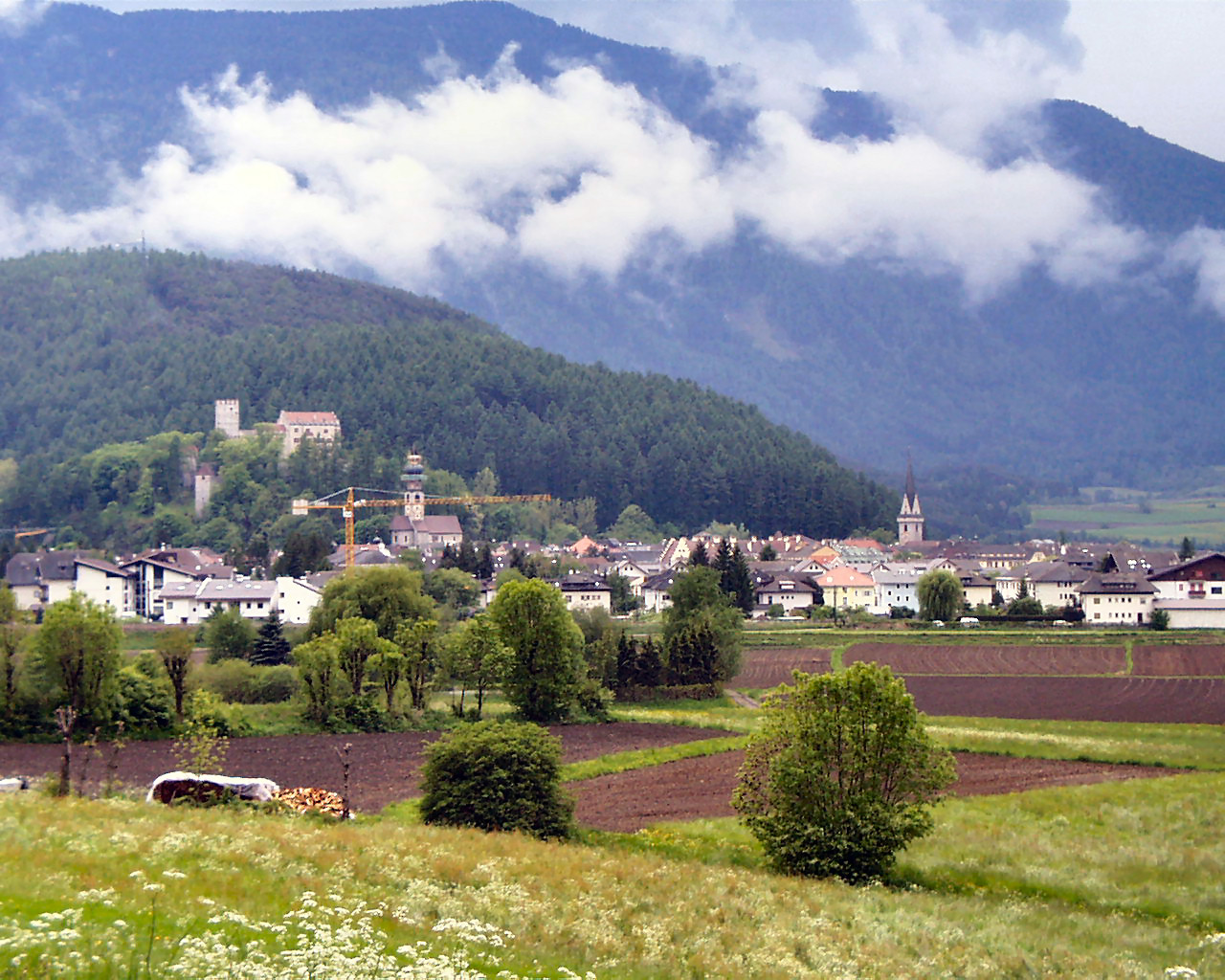
Бруніко: вид на місто
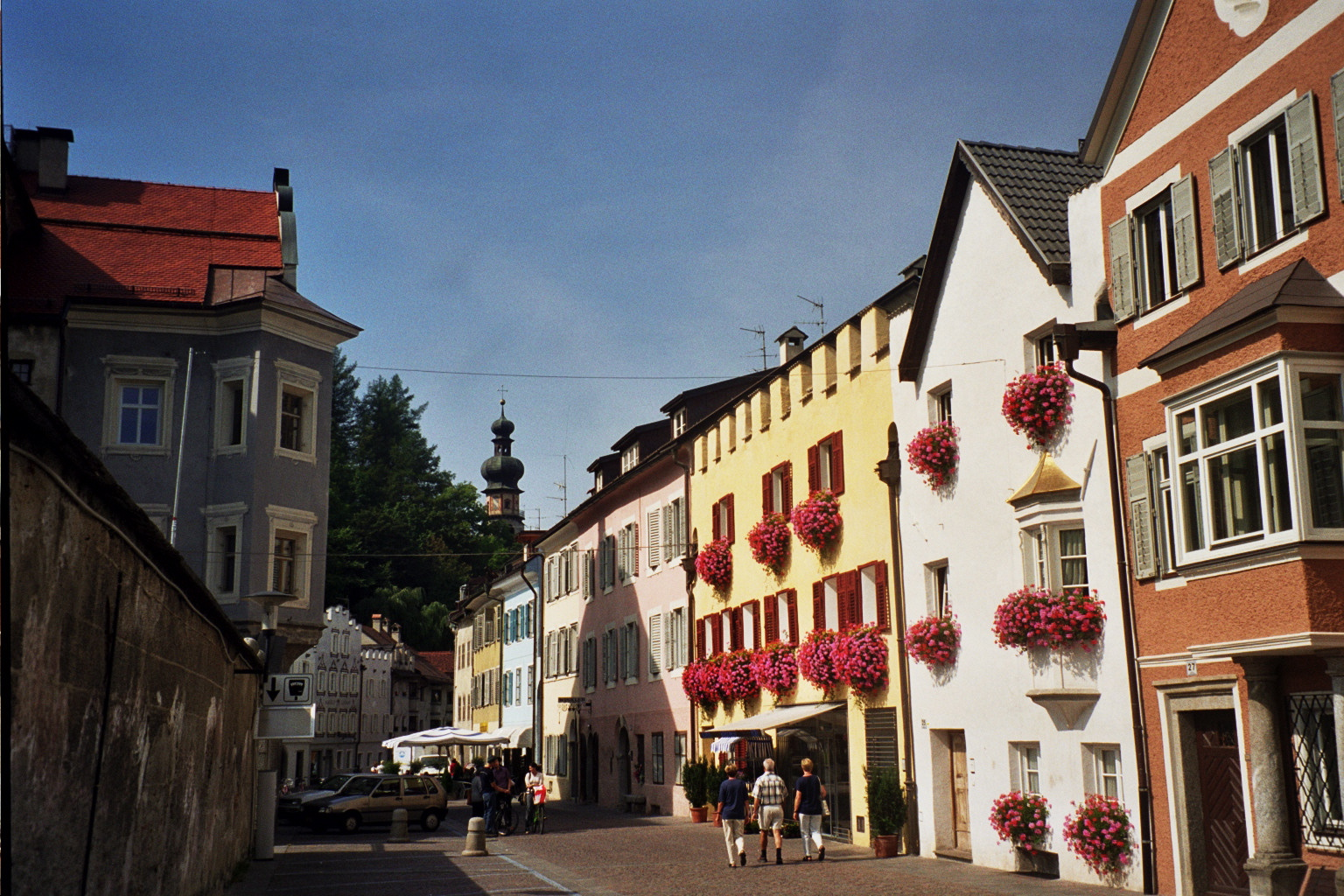
Бруніко: пішохідна зона
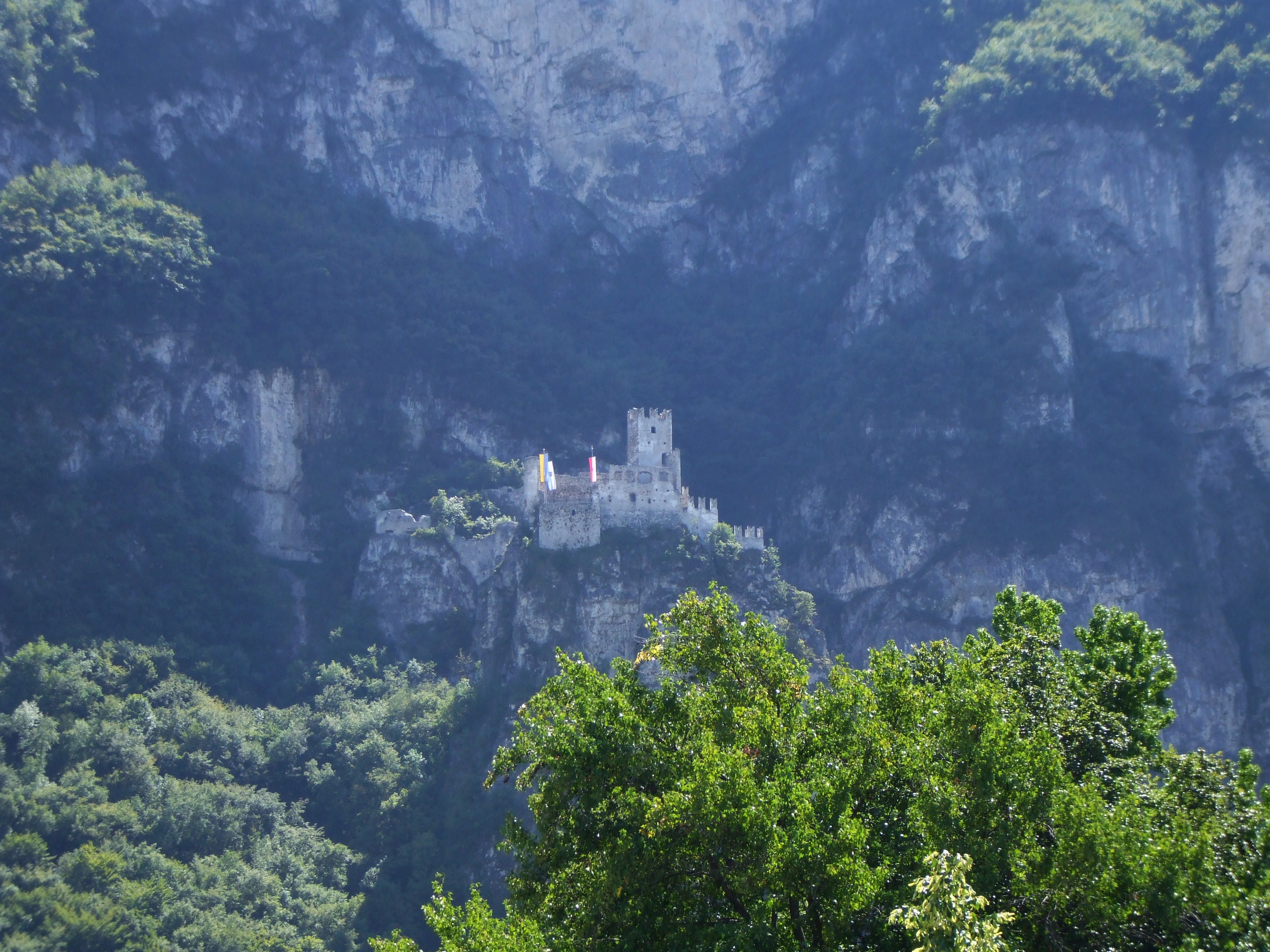
Салорно: Адербург